# Ricardo III (película de 1955)
Ricardo III es una adaptación cinematográfica británica en Technicolor de 1955 de la obra histórica del mismo nombre de William Shakespeare, que también incorpora elementos de su Enrique VI, parte 3. Fue dirigida y producida por Laurence Olivier, quien también interpretó el papel principal. Con muchos actores destacados de Shakespeare, incluido un cuarteto de ellos que luego fueron nombrados caballeros, la película muestra a Ricardo tramando y conspirando para arrebatarle el trono a su hermano, el rey Eduardo IV, interpretado por Sir Cedric Hardwicke. En el proceso, muchos son asesinados y traicionados, y la maldad de Ricardo lo lleva a su propia ruina. El prólogo de la película afirma que la historia sin sus leyendas sería "una materia seca en verdad", admitiendo implícitamente la licencia artística que Shakespeare aplicó a los acontecimientos de la época.
De las tres películas de Shakespeare dirigidas por Olivier, Ricardo III recibió el menor elogio de la crítica en ese momento, aunque todavía fue aclamado. Fue el único que no fue nominado a Mejor Película en los Premios de la Academia, aunque la actuación de Olivier sí lo fue. La película ganó popularidad en los EE. UU. a través de un relanzamiento en 1966, que rompió récords de taquilla en muchas ciudades de los EE. UU. Muchos críticos ahora consideran que Ricardo III de Olivier es su mejor adaptación cinematográfica de Shakespeare. El British Film Institute ha señalado que, dada la enorme audiencia televisiva que recibió cuando se mostró en los Estados Unidos por NBC, el domingo 11 de marzo de 1956 por la tarde, la película "puede haber hecho más para popularizar a Shakespeare que cualquier otro trabajo".

## Trama
El rey Eduardo IV de Inglaterra (Sir Cedric Hardwicke) ha sido puesto en el trono con la ayuda de su hermano, Ricardo, duque de Gloucester (Sir Laurence Olivier). Después de la coronación de Edward en el Gran Salón, con sus hermanos Jorge y Ricardo observando, se va con su esposa e hijos. Ricardo contempla el trono, antes de avanzar hacia la audiencia y luego dirigirse a ellos, pronunciando un discurso que describe sus deformidades físicas, incluida una espalda encorvada y un brazo atrofiado. Continúa describiendo sus celos por el ascenso al poder de su hermano en contraste con su humilde posición.
Planea incriminar a su hermano, Jorge, duque de Clarence (Sir John Gielgud), por conspirar para matar al rey, y lo envía a la Torre de Londres, afirmando que Jorge quiere asesinar a los herederos de Eduardo. Luego le dice a su hermano que lo ayudará a salir. Después de haber confundido y engañado al rey, Ricardo continúa con sus planes después de obtener una orden judicial y recluta a dos rufianes (Michael Gough y Michael Ripper) para llevar a cabo su trabajo sucio: Jorge es asesinado, siendo ahogado en un tonel de vino. Aunque Eduardo había enviado un perdón a Ricardo, éste no atendió a él. Ricardo continúa cortejando y seduciendo a Lady Anne (Claire Bloom), y aunque ella lo odia por haber matado a su esposo y a su padre, no puede resistirse y termina casándose con él.
Ricardo siembra luego desconcierto en la corte, alimentando las rivalidades y poniendo a la corte en contra de la reina consorte, Isabel (Mary Kerridge). El rey, debilitado por el agotamiento, nombra a Ricardo Lord Protector y muere poco después de enterarse de la muerte de Jorge. El hijo de Eduardo, que pronto se convertirá en Eduardo V (Paul Huson), se encuentra con Ricardo mientras se dirige a Londres. Ricardo hace arrestar y ejecutar al Lord chambelán, Lord Hastings (Alec Clunes), y obliga al joven rey, junto con su hermano menor, Ricardo de Shrewsbury (Andy Shine), a tener una estadía prolongada en la Torre de Londres.
Con todos los obstáculos ahora eliminados, Ricardo solicita la ayuda de su primo. el duque de Buckingham (Sir Ralph Richardson) para modificar su imagen oficial y volverse popular entre la gente. Al hacerlo, Ricardo se convierte en la primera opción del pueblo para convertirse en el nuevo rey.
Buckingham había ayudado a Ricardo en términos de recibir el título de Conde de Hereford y los ingresos correspondientes, pero se resiste a la idea de asesinar a los dos príncipes. Como consecuencia de ello, Ricardo le pide a un caballero menor, Sir James Tyrrel (Patrick Troughton), ansioso por ascender, que mate al joven Eduardo y al duque de York en la Torre de Londres. Buckingham, después de haber solicitado el título de conde en la coronación de Ricardo, teme por su vida cuando Ricardo (enojado con Buckingham por no haber matado a los príncipes) grita "¡Hoy no estoy de humor para dar!", y luego se une a la oposición contra el gobierno de Ricardo.
Ricardo, ahora temeroso debido a su menguante popularidad, organiza un ejército para defender su trono y la Casa de York contra la Casa de Lancaster, dirigida por Enrique Tudor (Stanley Baker), conde de Richmond y más tarde Enrique VII de Inglaterra, en labatalla de Bosworth (1485). Antes de la batalla, Buckingham es capturado y ejecutado.
En la víspera de la batalla, Ricardo es perseguido por los fantasmas de todos aquellos a los que ha matado en su sangriento ascenso al trono, y se despierta gritando. Ricardo se recompone, avanza a grandes zancadas para planificar la batalla para sus generales y da un discurso de motivación a sus tropas.
Las dos fuerzas se involucran en la batalla, con los lancasterianos obteniendo ventajas. Lord Stanley (Laurence Naismith), cuya lealtad había sido cuestionable durante algún tiempo, traiciona a Ricardo y se alía con Enrique. Ricardo ve esto y carga en el fragor de la lucha, codo a codo con su leal compañero Sir William Catesby (Norman Wooland) para matar a Richmond y terminar la batalla rápidamente. Finalmente, Ricardo ve a Richmond y se baten brevemente antes de ser interrumpidos por los hombres de Stanley. Ricardo y Catesby logran escapar de las fuerzas que se aproximan, pero, al hacerlo, Ricardo es derribado de su caballo, pierde su preciada corona y se separa de Catesby, que busca rescate. Buscando desesperadamente a Richmond, a quien ha perdido de vista, Ricardo grita: "¡Un caballo! ¡Un caballo! ¡Mi reino por un caballo!" Catesby encuentra al rey y le ofrece retirarse, pero Ricardo se niega a huir..Catesby es asesinado luego por los hombres de Richmond sin que Ricardo se dé cuenta. Ricardo ve a Lord Stanley y lo enfrenta en un combate singular. Antes de que pueda surgir un vencedor, las tropas de Lancaster cargan contra Ricardo y lo hieren de muerte. El rey se convulsiona en espasmos, ofrece su espada al cielo y muere. Stanley ordena que se lleven el cuerpo de Ricardo y luego encuentra la corona de Ricardo en un arbusto espinoso, ofreciándosela a Enrique.

## Reparto
Olivier eligió solo actores británicos. Dado que la película fue financiada por Alexander Korda y producida por London Films, la obtención de los actores necesarios no fue difícil, ya que muchos de ellos estaban obligados por contrato a London Films. Como ocurría en la mayoría de las películas con repartos en grupo, todos los actores fueron facturados al mismo nivel. Olivier, sin embargo, interpretó al personaje principal y ocupa la mayor parte del tiempo de pantalla.
Al elegir los actores para los papeles secundarios, Olivier optó por reforzar el ya impresionante elenco con veteranos experimentados, como Laurence Naismith, y con recién llegados prometedores, como Claire Bloom y Stanley Baker. Para los asesinos, Olivier originalmente quería a John Mills y Ricardo Attenborough. Mills, sin embargo, pensó que la idea podría considerarse como un "casting de acróbatas", y Attenborough tuvo que retirarse debido a un conflicto en sus planes. Los especialistas en marketing de la película en los EE. UU. se dieron cuenta del hecho de que el elenco incluía a cuatro caballeros (Olivier, Richardson, Gielgud y Hardwicke) y lo usaron como un motivo propagandístico. Los cuatro miembros del reparto que habían recibido el título de caballero británico aparecieron como "Sir..." en los créditos de la película.

### La casa de York
- Sir Laurence Olivier como Ricardo, duque de Gloucester (más tarde rey Ricardo III), el hermano deforme del rey, que está celoso del nuevo poder de su hermano y planea tomarlo para sí mismo. Olivier había creado su interpretación del Crookback King en 1944, y la película transfirió esa representación a la pantalla.[4] Esta interpretación le valió a Olivier su quinta nominación al Oscar y, en general, se considera una de sus mejores actuaciones; y su mejor actuación en una obra de Shakespeare.
- Sir Cedric Hardwicke como el rey Eduardo IV de Inglaterra, el recién coronado rey de Inglaterra, quien, con la ayuda de su hermano Ricardo, ha asegurado su posición al arrebatársela a Enrique VI de la Casa de Lancaster. Esto marcó su única aparición en una versión cinematográfica de una obra de Shakespeare. Tenía 62 años en el momento de la película, mientras que Edward murió a la edad de 40 años.
- Sir John Gielgud como Jorge, duque de Clarence, hermano de Ricardo y del nuevo rey. La posición de Gielgud como el gran actor de papeles de Shakespeare en las décadas inmediatamente anteriores a la carrera de Olivier fue causa de cierta enemistad por parte de Olivier, y se sabía que desaprobaba que Gielgud "cantara" el verso (es decir, recitarlo en un estilo afectado que se parece al canto).[5] La elección  de Gielgud para la película puede ser vista como una combinación de la búsqueda de Olivier de un elenco estelar y el hecho de que había rechazado la solicitud de Gielgud de interpretar a Chorus en la adaptación de Enrique V de Olivier en 1944.[4]
- Sir Ralph Richardson como el duque de Buckingham, un funcionario corrupto que ve potencial para avanzar en los planes de Ricardo y finalmente se vuelve contra él, cuando éste ignora sus deseos. Richardson fue amigo de toda la vida de Olivier. Al principio, Olivier quería a Orson Welles como Buckingham, pero sintió una obligación hacia su viejo amigo. (Olivier luego lamentó esta elección, ya que sintió que Welles habría agregado un elemento conspirativo a la película.)[4]
- Paul Huson como Eduardo, Príncipe de Gales (más tarde, por breve tiempo, Eduardo V), el hijo mayor del rey, que tiene creencias fuertes y desea algún día convertirse en un rey guerrero.
- Andy Shine como el duque de York, el hijo menor del príncipe Eduardo.
- Helen Haye como la duquesa de York, la madre del rey. Haye trabajó regularmente para Alexander Korda. Su personaje está severamente recortado en la película.
- Pamela Brown como Mistress Shore, la amante del rey. Su personaje solo se menciona en la obra de Shakespeare, pero nunca se ve.
- Alec Clunes como The Lord Hastings (Lord Chamberlain), un compañero y amigo de Ricardo, quien es acusado de conspiración por Ricardo y ejecutado abruptamente.
- Laurence Naismith como Sir Stanley. Stanley siente cierta aversión por Ricardo y no está totalmente dispuesto a cooperar con él. Finalmente traiciona a Ricardo en Bosworth y lo involucra en una confrontación.
- Norman Wooland como Sir William Catesby, Esmond Knight como Sir Ricardo Ratcliffe, John Laurie como Lord Francis Lovell, Patrick Troughton como Sir James Tyrrell y John Phillips como John, duque de Norfolk, todos leales compañeros de Ricardo.

### La casa de Lancaster
- Mary Kerridge como la reina Isabel, consorte de Eduardo. Kerridge no hizo muchas apariciones en pantalla, aunque a veces trabajó para Alexander Korda. Su papel también fue reducido del original de Shakespeare.
- Clive Morton como Antonio Woodville, hermano de la reina consorte. Morton fue un actor británico que interpretó principalmente papeles secundarios en la pantalla.
- Dan Cunningham como Ricardo Grey, hijo menor de la reina consorte e hijastro del rey. El papel de Cunningham en Ricardo III fue una de sus pocas apariciones en la pantalla.
- Douglas Wilmer como el marqués de Dorset, hijo mayor de la reina consorte e hijastro del rey.
- Claire Bloom como Ana Neville, viuda y huérfana gracias a los actos de Ricardo, aunque no puede resistir sus encantos y finalmente se convierte en su esposa.
- Stanley Baker, elegido apropiadamente como el joven galés Enrique, conde de Richmond (más tarde Enrique VII, primero de la Casa Tudor). Henry, que es enemigo de Ricardo e hijastro de Lord Stanley, reclama su derecho al trono y se enfrenta brevemente a Ricardo en Bosworth.

## Producción

### Antecedentes
De las tres películas de Shakespeare de Olivier, Ricardo III tuvo el período de gestación más largo: Olivier había creado y estado desarrollando su visión del personaje de Ricardo desde su interpretación para el Teatro Old Vic en 1944. Después de haber hecho populares las películas de Shakespeare con Enrique V y Hamlet, la elección de Ricardo III para su próxima adaptación fue simple, ya que su Ricardo había sido ampliamente elogiado en el escenario. Para la producción teatral, Olivier había modelado parte del aspecto del rey torcido inspirándose en un conocido productor teatral en ese momento, Jed Harris, a quien Olivier llamó "el hombre más repugnante que jamás había conocido". Años más tarde, Olivier descubrió que Walt Disney también había utilizado a Harris como base para el lobo feroz en la película Los tres cerditos. Alexander Korda, quien le había dado a Olivier sus papeles iniciales en el cine, brindó apoyo financiero para la película.

### Guion
La mayor parte del diálogo se toma directamente de la obra, pero Olivier también se basó en las adaptaciones del siglo XVIII de Colley Cibber y David Garrick, incluida la línea de Cibber, "Fuera con la cabeza". ¡Demasiado para Buckingham!" ("Off with his head. So much for Buckingham!"). Al igual que Cibber y Garrick, la película de Olivier comienza con material de las últimas escenas de Enrique VI, parte 3, para presentar más claramente la situación al comienzo de la historia.
Un cambio clave en la historia involucró la seducción de Anne. Se divide en dos escenas en lugar de una, y se agrega un elemento de perversidad: mientras que en la obra original ella sigue un ataúd con el cadáver de su suegro, en esta película el ataúd contiene el cadáver de su esposo. Se ha citado a John Cottrell diciendo que esto hace que "la seducción de la joven viuda sea aún más atrevida y repugnante que en el original, y [le da] a la capitulación de Anne" en la segunda parte después de un beso apasionado "un giro nuevo y neurótico". Esto se logró acortando y cambiando líneas, así como cambiando la secuencia de algunas de ellas.
Olivier hizo otras pequeñas y sutiles adiciones en la dirección escénica. Cuando el sobrino de Ricardo hace una broma sobre el jorobado de su tío ("deberías llevarme sobre tu hombro"), Ricardo se da vuelta y le dirige al niño una mirada malévola que hace que se tambalee hacia atrás. Olivier también imita en silencio algunas acciones de las que habla en sus soliloquios, como cuando susurra insinuaciones sobre Clarence al oído del rey Eduardo.
En general, la larga obra fue muy acortada. En una entrevista con Roger Manvell, Olivier habló sobre cuán difícil de manejar y compleja es la obra:

Si vas a acortar una obra de Shakespeare, solo hay una cosa que hacer: sacar escenas. Si recortas las líneas simplemente para mantener todos los caracteres adentro, terminará con una gran cantidad de finales cortos. Este es uno de los problemas de Ricardo III. Para empezar es una obra muy larga. No es hasta que aparecen los principitos que la historia crea ese hermoso río, yendo rápidamente a su conclusión aproximadamente a la mitad de la obra. La primera parte hasta ese momento es un delta absoluto de trama y presupuesta presciencia de los hechos. Después de todo, Richard III forma la última parte de un ciclo de cuatro obras. Cita también encontrada en Shakespeare and the Movies de Margaret Farrand Thorp Shakespeare Quarterly vol. 9, núm. 3, verano de 1958</ref>

El personaje de la reina Margarita se eliminó por completo, el papel de la duquesa de York (Helen Haye) se redujo significativamente, el papel de la esposa de Eduardo IV, Isabel, también se redujo y la ejecución de Clarence y otras escenas se abreviaron. Estos cortes se hicieron para mantener el ritmo de la película y reducir el tiempo de ejecución, ya que una representación completa de la obra puede durar más de cuatro horas. Ricardo se hace más directamente responsable de la muerte de Eduardo IV que en la obra, ya que Eduardo tiene su ataque fatal solo momentos después de que Ricardo informa a los nobles reunidos que Clarence está muerto.

### Rodaje
Gerry O'Hara fue el asistente de dirección de Olivier, ya que Olivier actuaba en la mayoría de las escenas.
Olivier fue muy preciso al corregir muchos de los detalles visuales de la época. El actor Douglas Wilmer (Dorset) cuenta que cuando casualmente le dijo a Olivier que una parte de la heráldica en el set era incorrecta, Olivier comenzó a sacarle tanta información como si estuviera "buscando petróleo".
Olivier tomó la decisión inusual de pronunciar sus soliloquios dirigiéndose directamente a la audiencia cinematográfica, algo que no se hacía con frecuencia antes en el cine. Cerca del comienzo de la película, el heraldo de Ricardo deja caer su corona, un error que Olivier decidió mantener, como parte del motivo de la pérdida accidental de la corona que continuó en la batalla final.
La mayor parte de la película se rodó en los estudios Shepperton, pero la culminante batalla de Bosworth Field abre abruptamente el escenario, ya que se rodó al aire libre, en la campiña española. Durante una secuencia, Olivier sufrió una herida de flecha en la espinilla cuando su caballo se sacudió hacia adelante. Afortunadamente, fue la pierna de la que se suponía que Ricardo cojeaba, lo que permitió que la escena continuara.
Wilmer también señala:

Lo que realmente me asombró fue su energía. Su programa de trabajo era agotador; sin embargo, podía simplemente sentarse en una silla y cerrar los ojos por un momento, luego caminar directamente hacia el plató y representar perfectamente una escena larga a pesar de la enorme carga que llevaba de ser productor, director y protagonista.

Durante el rodaje, el retrato de Olivier fue pintado por Salvador Dalí. La pintura siguió siendo una de las favoritas de Olivier hasta que tuvo que venderla para pagar la matrícula escolar de sus hijos.

### Cinematografía
La cinematografía de la película estuvo a cargo de Otto Heller, quien había trabajado en muchas películas europeas antes de llegar al Reino Unido a principios de la década de 1940. La película usa el proceso Technicolor, que Olivier había rechazado antes para su Hamlet después de una pelea con la compañía. El uso de Technicolor resultó en colores brillantes y vibrantes. Korda había sugerido que Olivier también usara el nuevo formato de pantalla ancha, CinemaScope, pero Olivier pensó que no era más que un truco diseñado para distraer a la audiencia de la verdadera calidad de la película, y eligió el formato VistaVision menos extremo. Hasta el día de hoy, Ricardo III sigue siendo la única película de Shakespeare realizada en VistaVision.

### Música
La partitura fue compuesta por Sir William Walton, quien trabajó en todas las películas dirigidas por Olivier excepto El príncipe y la corista. Compuso una partitura descrita en el catálogo de discos de Chandos como "conmovedora" y "llena de pompa y circunstancia, para agregar a la sensación ceremoniosa". La música estuvo a cargo de Muir Mathieson, quien colaboró en todas las películas que dirigió Olivier, excepto Three Sisters. La música de la película también se utilizó para una serie de lecturas de la copia en el CD de audio con John Gielgud.  El catálogo de Chandos señala que Walton usó el tema principal a lo largo de la película, especialmente hacia las escenas finales.

## Recepción
En todo el repertorio del teatro, es difícil encontrar un tipo más maloliente que Ricardo III. El personaje es tan convincente que la mayoría de nosotros que pensamos en ese rey instantáneamente vemos la personificación deforme, serpentina y con los ojos rasgados del mal, probablemente mejor representada por Laurence Olivier.
 — Profesor Richard Harrison Sic Transit Gloria' ': El paso de las reputaciones históricas

Richard III se estrenó en el Leicester Square Theatre el 13 de diciembre de 1955, con la reina Isabel II y el príncipe Felipe asistiendo a la función
. Alexander Korda había vendido los derechos de la película a NBC en EE. UU. por 500.000 dólares y se estrenó en Norteamérica el domingo 11 de marzo de 1956. El lanzamiento fue único, ya que la película se estrenó en los Estados Unidos el mismo día tanto en televisión como en cines, siendo la primera vez que se hacía. No se emitió en horario de máxima audiencia, sino por la tarde, por lo que los índices de audiencia en horario de máxima audiencia de ese día no se vieron afectados por ninguna preferencia por un programa especial. Es muy probable que fuera la primera transmisión de 3 horas de una película o una obra de Shakespeare que se mostró en los EE. UU.
La película, aunque ligeramente recortada para la televisión, fue generalmente bien recibida por la crítica, con la actuación de Olivier acaparando una atención especial, pero como resultado de su estreno simultáneo en la televisión y los cines de EE. UU., fue un fracaso de taquilla y muchos críticos sintieron que en ese momento que no estaba tan bien hecha como las películas anteriores de Olivier. Sin embargo, la emisión en la televisión estadounidense obtuvo excelentes índices de audiencia, estimados entre 25 y 40 millones. Además, cuando la película fue reeditada en 1966, batió récords de taquilla en muchas ciudades de Estados Unidos. Su reputación crítica ha crecido considerablemente desde entonces, y muchos críticos ahora la consideran la mejor y más influyente adaptación cinematográfica de Shakespeare de Olivier.
El fracaso de la película en la taquilla de los Estados Unidos terminó efectivamente con la carrera de Olivier como director de películas de Shakespeare. Su proyecto de película de Macbeth, que tenía la intención de entrar en producción durante 1957, al final finalmente no pudo ser financiado.

### Premios
En contraste con el trabajo anterior de Olivier, Ricardo III solo fue nominado para un único Premio de la Academia: Premio de la Academia al Mejor Actor. Fue la quinta nominación de Olivier en la categoría, aunque el premio se lo llevó Yul Brynner por su actuación en El rey y yo. Richard III fue la segunda película en ganar los dos premios a la Mejor Película en los BAFTA. Dominó la ceremonia de entrega de premios de ese año, ganando, además de los dos premios a la Mejor Película, el premio al Mejor Actor Británico. También fue la primera adel recién creado Globo de Oro a la Mejor Película Extranjera en Idioma Inglés, que se había separado del Premio a la Mejor Película Extranjera. Otros premios ganados por la película incluyen el Premio Oso de Plata en el sexto Festival Internacional de Cine de Berlín y el Premio David di Donatello a la Mejor Producción Extranjera. El Premio Jussi fue otorgado a Olivier al Mejor Actor Extranjero.
La actuación de Olivier como Ricardo III ocupó el puesto 39 en las "100 mejores actuaciones de todos los tiempos" de la revista Premiere.
En el agregador de reseñas Rotten Tomatoes, la película tiene un 80% según 20 reseñas con una calificación promedio de 7.00/10. Sin embargo, el crítico del sitio web AllMovie critica la dirección de Olivier por ser mucho más restringida en su estilo en comparación con la audaz filmación de Enrique V, o la fotografía cambiante de Hamlet, y a Olivier, el actor, por dominar demasiado la producción (aunque el personaje de Richard ciertamente domina la obra original de Shakespeare). Hubo algunas quejas sobre inexactitudes geográficas en la película (la batalla de Bosworth Field se filmó en una región de España que no se parece a ningún lugar de Inglaterra). En respuesta, Olivier escribió en The New York Times : "Los estadounidenses que conocen Londres pueden sorprenderse al encontrar que la Abadía de Westminster y la Torre de Londres son prácticamente adyacentes. Espero que estén de acuerdo conmigo en que si no fueran así, deberían haberlo sido".
El Instituto Británico de Cine sugiere que Ricardo III de Olivier pudo haber hecho más para popularizar a Shakespeare que cualquier otra obra. Según ellos, los 25 a 40 millones de espectadores durante su transmisión en la televisión estadounidense "habrían superado en número la suma de las audiencias teatrales de la obra durante los 358 años desde su primera presentación".